# القيطون (الزواقين)
القيطون هو دُوَّار يقع بجماعة سيدي رضوان، إقليم وزان، جهة طنجة تطوان الحسيمة في المملكة المغربية. ينتمي الدوّار لمشيخة الزواقين التي تضم 8 دواوير. يقدر عدد سكانه بـ 2892 نسمة حسب الإحصاء الرسمي للسكان والسكنى لسنة 2004.

## روابط خارجية
- البوابة الوطنية للجماعات الترابية
- المندوبية السامية للتخطيط